# Basilika Mariatrost

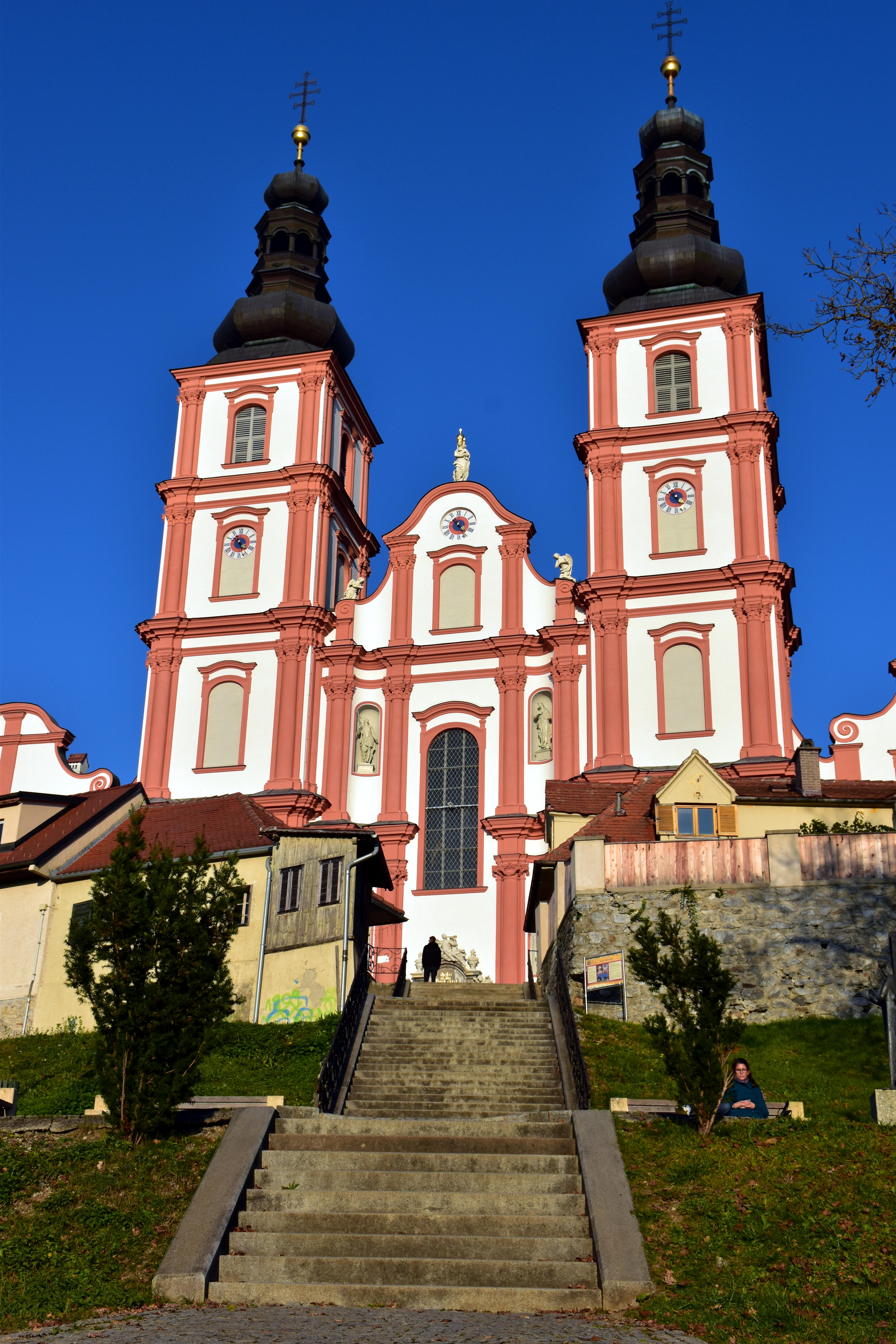
Basilika Mariatrost mit aktuellem rot-weißem Anstrich

Die Basilika Mariae Geburt, auch Pfarr- und Wallfahrtskirche Graz-Mariatrost, ist eine am Purberg in Graz-Mariatrost gelegene katholische Kirche. Das barocke Gebäude mit dem ehemaligen Pauliner-, später Franziskanerkloster Maria Trost gehört zu den bedeutendsten Wallfahrtsorten der Steiermark.

## Standort

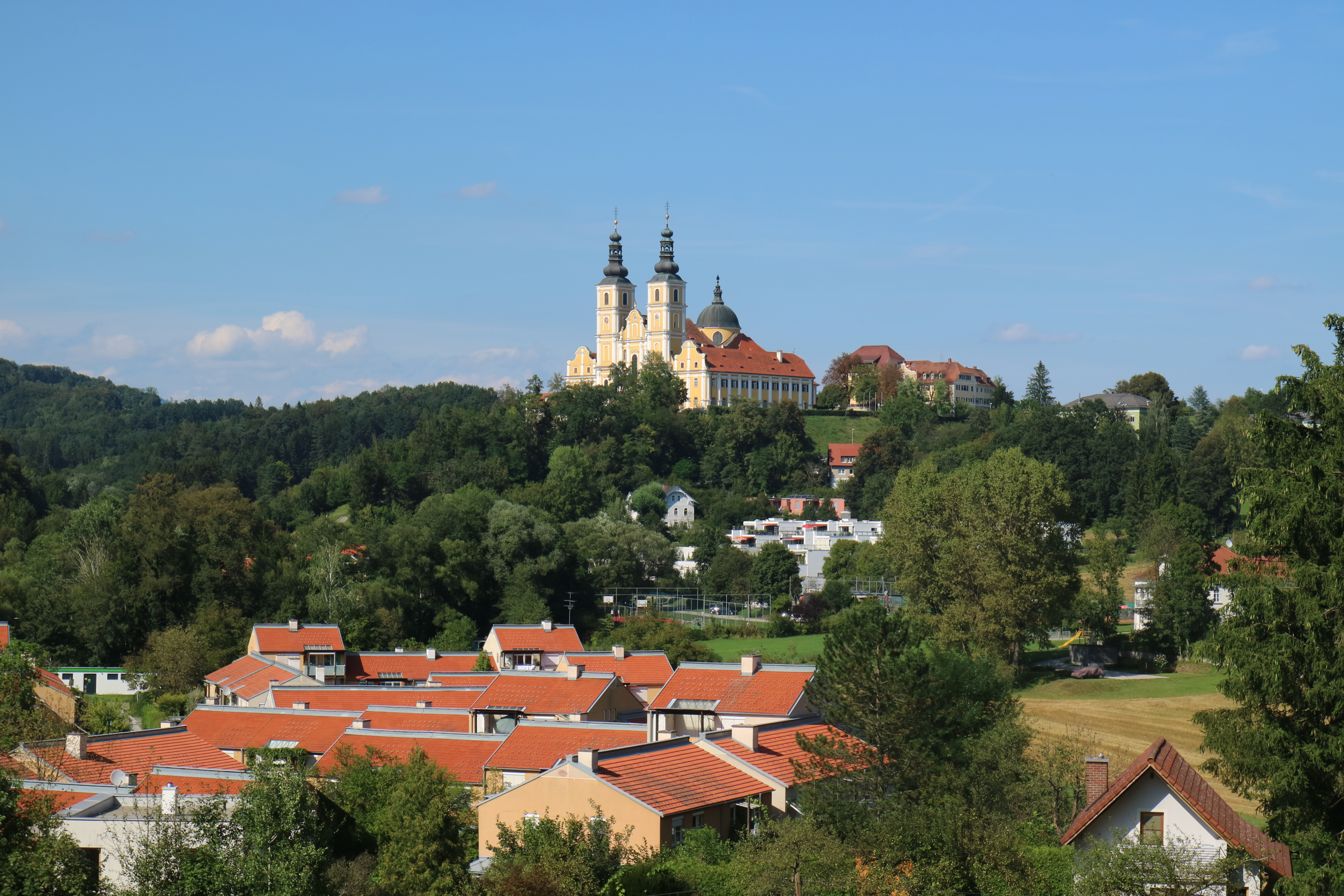
Ansicht von Südwesten (Teichhof)

Die Wallfahrtskirche steht auf dem 469 m ü. A. hohen Purberg, einem Hügelrücken im Nordosten von Graz. Die Erhebung ist aus devonischem Schöcklkalk aufgebaut und bildet einen südlichen Ausläufer des Grazer Berglandes am linken Murufer. Der Durchbruch des Mariatroster Baches mit der dort verlaufenden Weizer Straße (B 72) trennt den schattseitig durchgehend bewaldeten Hügel vom Hügelkamm Kogelberg-Hauenstein. Flussaufwärts – aus Grazer Sicht hinter dem Purberg – liegt das Föllinger Becken mit dem gleichnamigen Stadtteil. Nach Südosten hin steigt der Rücken zu einem Riedel des tertiären Hügellandes an, der das Mariatroster Tal vom Stiftingtal trennt.
Der Name Purberg oder Burgberg für den Mariatroster Kirchberg wurde erstmals 1615 genannt. Der Historiker Kubinzky sieht darin einen Hinweis auf eine heute nicht mehr bekannte mittelalterliche Burganlage. Die exponierte Lage über dem Durchbruchstal ließe außerdem auf frühere Nutzungen zum Schutz oder religiöse Kulthandlungen schließen.
Die Kirche ist von der Endhaltestelle der Straßenbahnlinie 1 über die Angelus-Stiege mit 216 Stufen erreichbar, von Westen und Norden führen Wanderwege auf den Purberg. Östlich an die Basilika anschließend liegen der Kirchenwirt und der Mariatroster Friedhof mit einem etwa 50 Stellflächen umfassenden Parkplatz.
Die Basilika liegt auch auf der Route des steirischen Mariazellerwegs (Österreichischer Weitwanderweg 06), einem Wallfahrtsweg, welcher von Eibiswald über Graz nach Mariazell führt.

## Geschichte

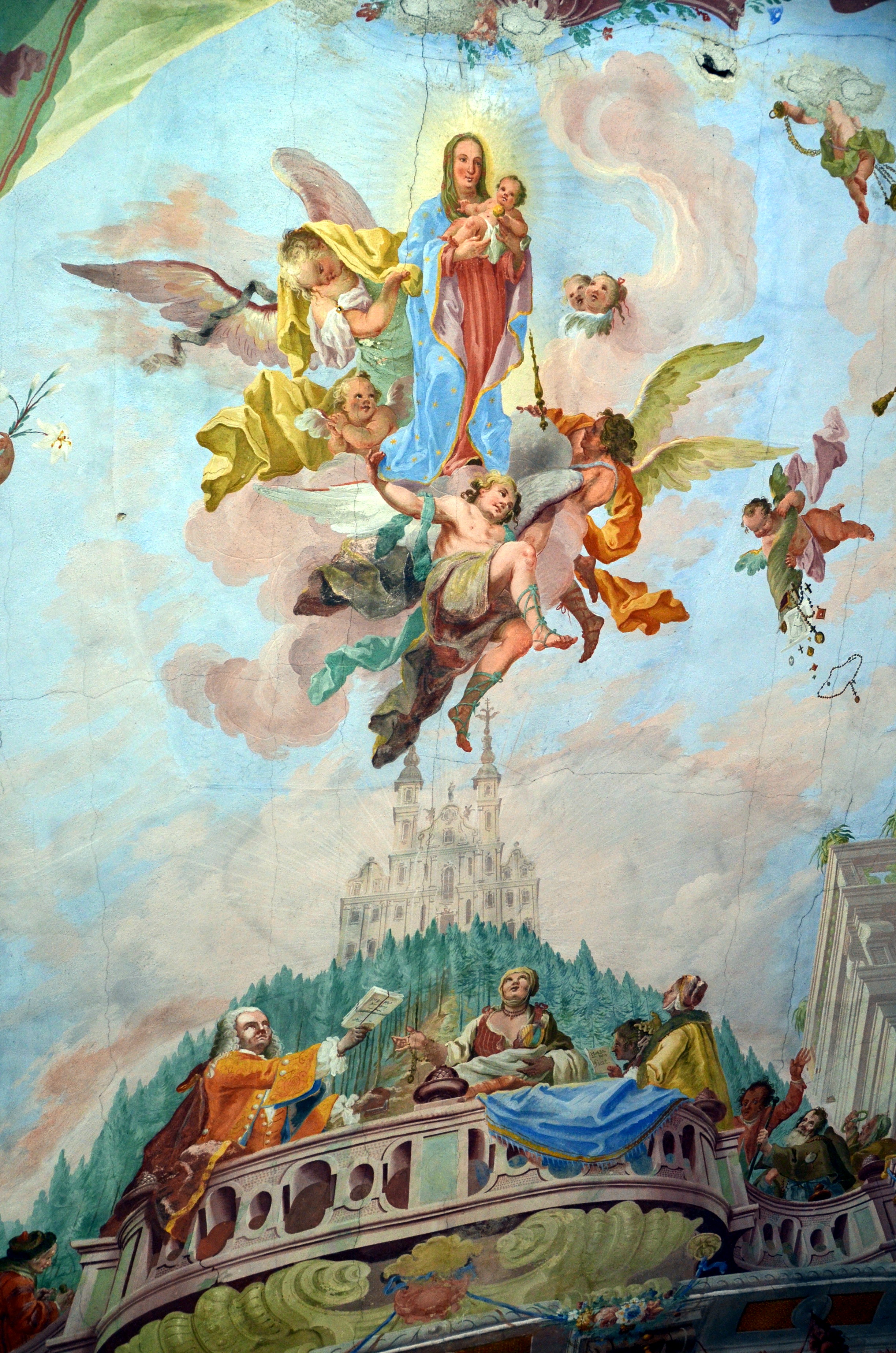
Stifterfresko Mariatrost von Johann Baptist Scheidt (1747): Franz Caspar Conduzi übergibt die Stiftungsurkunde an die Gottesmutter Maria, im Hintergrund die Kirche mit weißem Mörtelwurf.

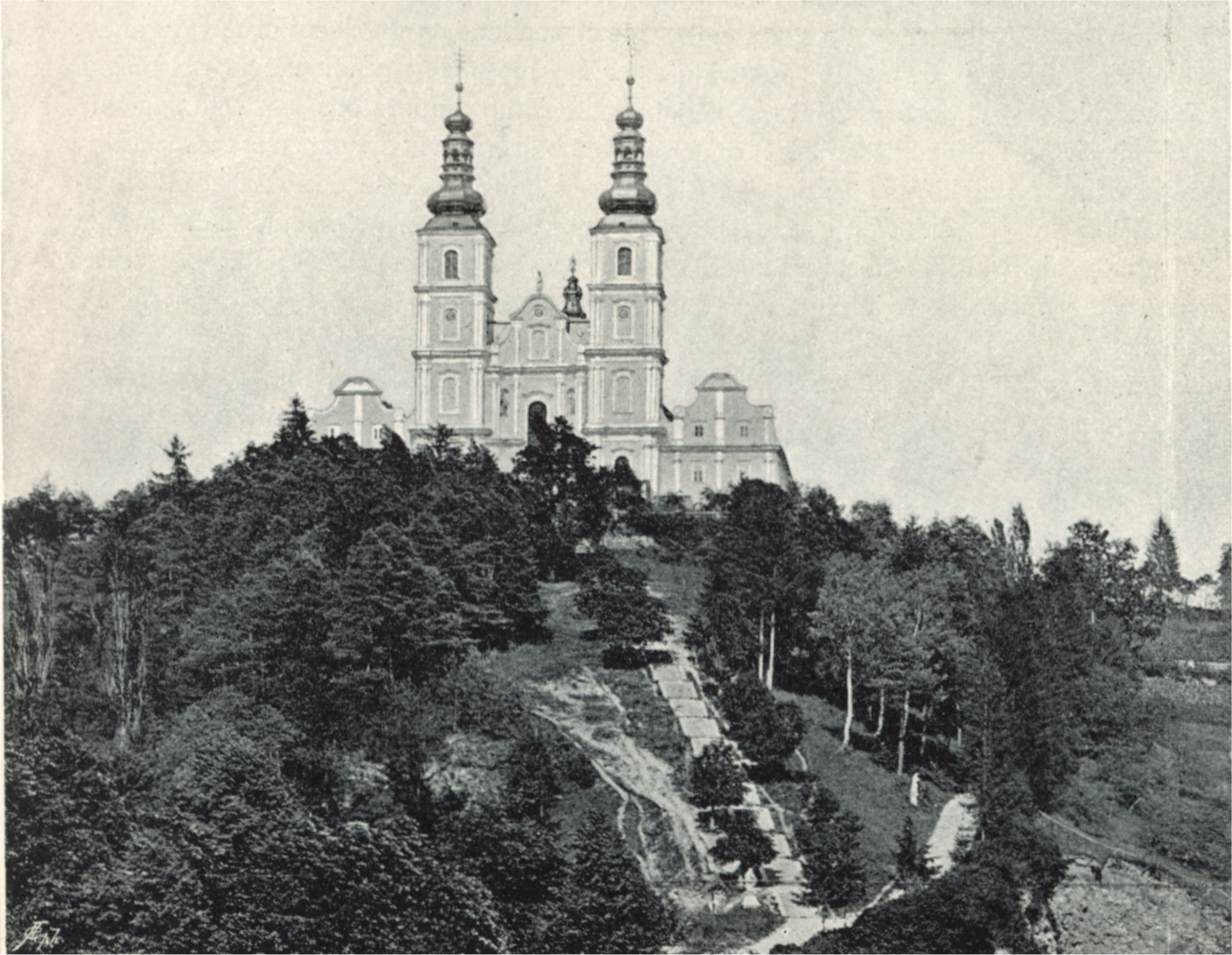
Die Basilika um 1898

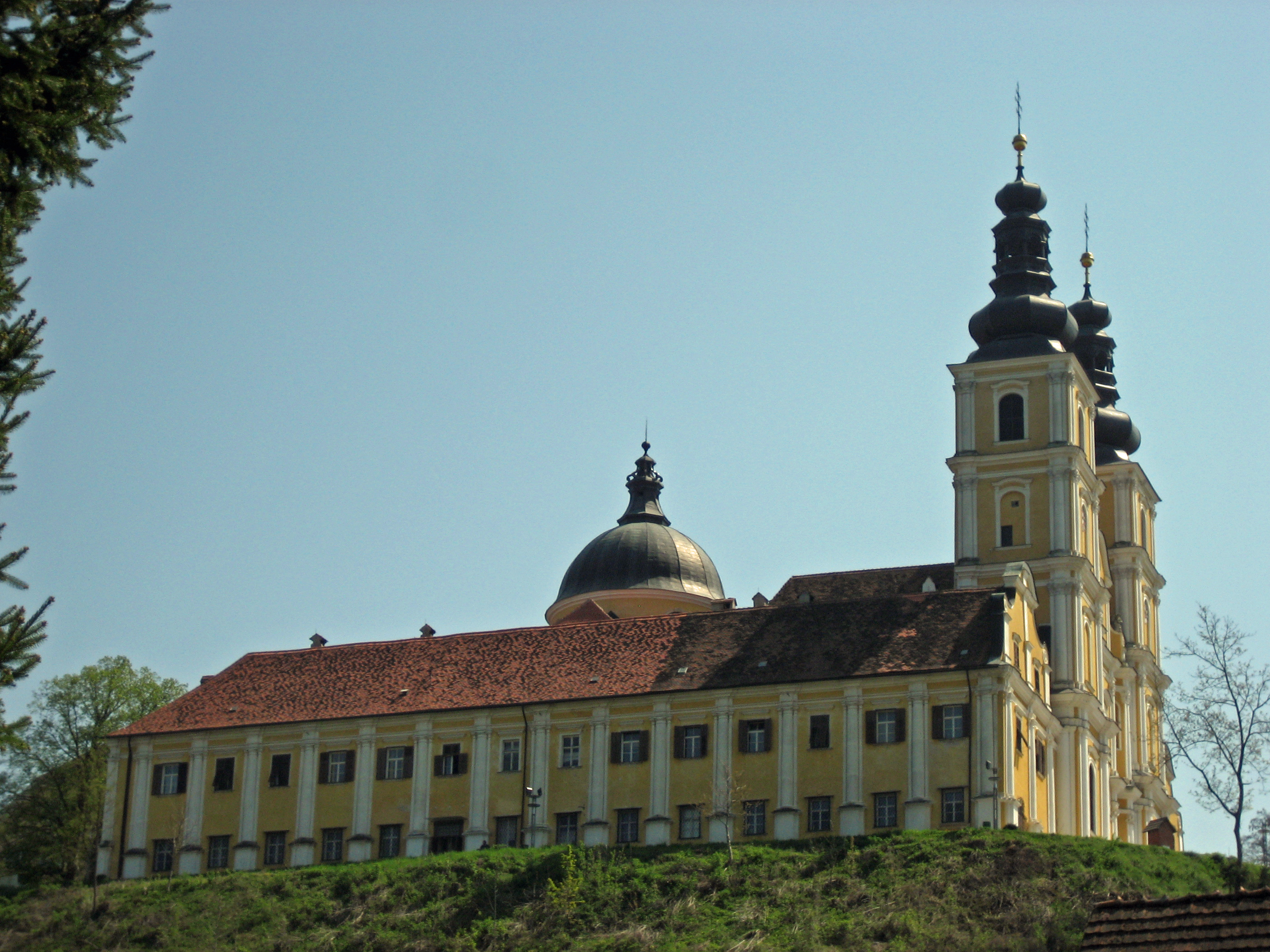
Basilika Mariatrost von Norden

Die Wallfahrt nach Mariatrost geht bis in das 15. Jahrhundert zurück. Mariatrost zählt zu den bedeutendsten Marien-Wallfahrtsorten der Steiermark. Ziel der Wallfahrer, die aus Österreich, Ungarn und Kroatien kamen und kommen, ist eine wundertätige Marienstatue, die aus dem Stift Rein bei Graz stammt und ursprünglich in der Hauskapelle des Purbergschlössls stand. Der Besitzer des Anwesens, Franz Caspar Conduzi, übergab es 1708 an den Orden der Pauliner.
1714 wurde nach der offiziellen Anerkennung als Wallfahrtsort der Grundstein für die Kirche gelegt. Unter Andreas Stengg mit seinem Sohn Johann Georg Stengg wurde der Bau begonnen. Bereits fünf Jahre später wurden erste Gottesdienste gefeiert. Kaiser Karl VI. veranlasste den Bau einer Straße von Graz nach Mariatrost, um die Erreichbarkeit des Ortes zu verbessern. Der Rohbau der Kirche wurde im Jahr 1724 fertiggestellt. Die vollständige Fertigstellung dauerte jedoch bis 1779. Wenige Jahre später mussten die Pauliner im Zuge der josephinischen Reformen Mariatrost verlassen.
Aus der Kloster- und Wallfahrtskirche wurde eine Pfarrkirche und die an einen Fleischhauer verkauften Klostertrakte wurden in Stallungen umgewandelt. Zwischen 1846 und 1996 führten die Franziskaner die Kirche wieder als Wallfahrtsort. Im Oktober 1968 wurde in der Basilika die Mariatroster Erklärung veröffentlicht. 1996 verließ der Orden das Kloster. Seitdem wird die Pfarre von Priestern der Diözese Graz-Seckau betreut. Der Aufschwung gipfelte am 28. Oktober 1999 mit der Ernennung der Kirche zur Basilica minor durch Papst Johannes Paul II. Die Gesamtrenovierung der Anlage wurde unter dem Pfarrer Pater Johannes Pfeffel in den 80er Jahren durchgeführt.

## Beschreibung

### Gestaltung

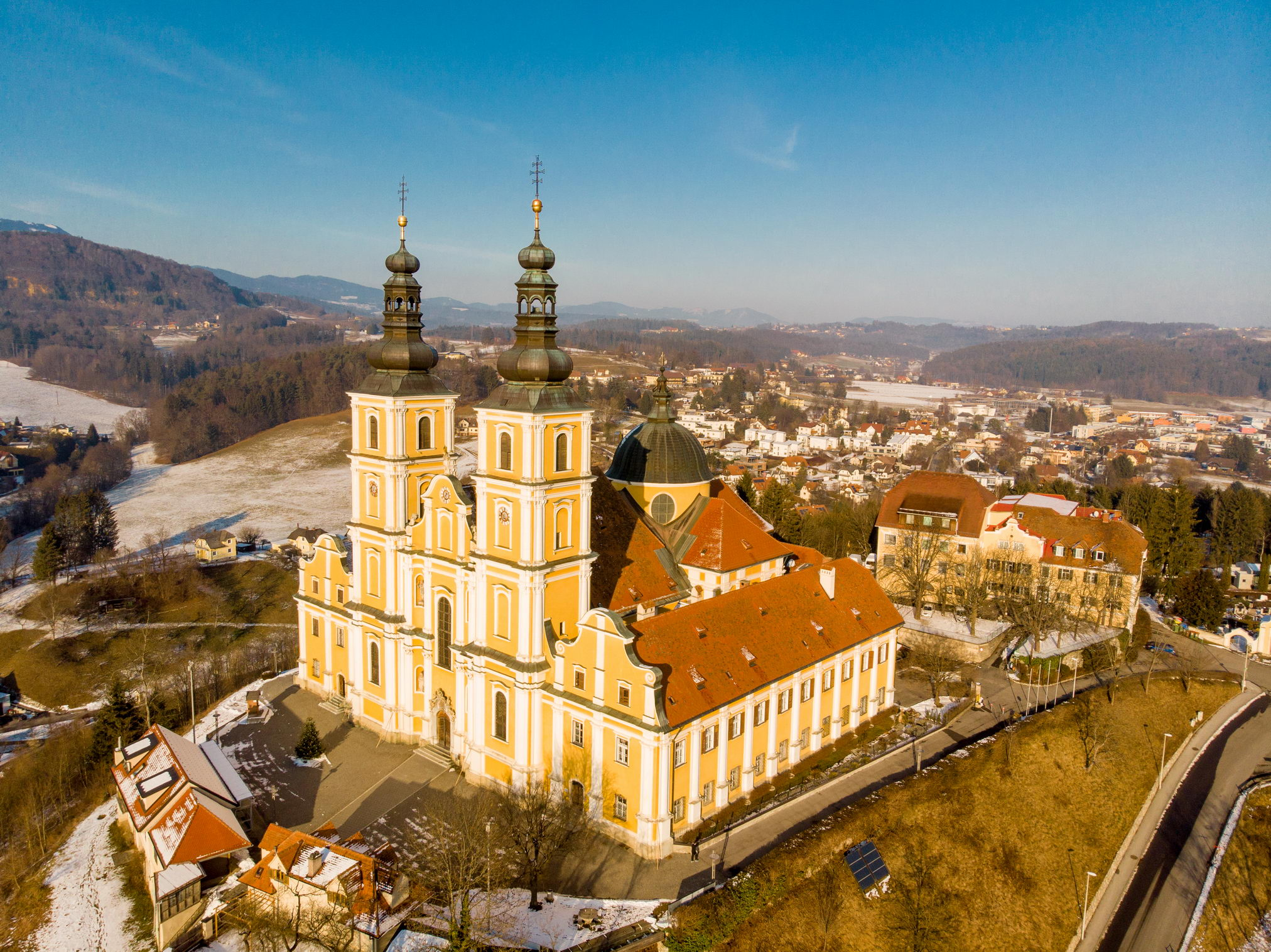
Luftaufnahme der Basilika Mariatrost

Die Basilika ist der Hochform des Kaiserbarocks zuzuordnen. Zwei viergeschoßige Fassadentürme (61 m) und eine Kuppel sind die weithin sichtbaren Merkmale des Baukörpers dieser Kreuzkuppelkirche. Die Basilika wird von den Gebäuden eines ehemaligen Klosters umschlossen, welches zunächst (1708–1786) von den Paulinern und später von den Franziskanern genutzt wurde. In Höhe des letzten Drittels der Angelustreppe befindet sich eine vom Grazer Künstler Erwin Huber im Jahr 2000 geschaffene, mittelgroße Bronzeskulptur des Verkündigungsengels Gabriel.
Das Kirchengebäude mit den Türmen wird von den Flügeln des Klostergebäudes eingeschlossen. Über der Vierung der Basilika thront eine Kuppel. An beiden Seiten befinden sich Kapellen. Das Vorbild für den Kirchenbau ist die Jesuitenkirche Il Gesù in Rom.
Historische Ansichten stellen den Gebäudekomplex auf dem Purberg bis in die erste Hälfte des 20. Jahrhunderts mit weißer Farbgebung dar. 1773 besaß nur die Fassade einen Mörtelwurf, der auf allen anderen Seiten fehlte. 1842 fehlten Verputz und Tünche an drei Seiten (außer der Fassade). Ab der Mitte des 20. Jahrhunderts war der Komplex für einige Jahrzehnte bis 2021/2022 in gelb-weiß („Schönbrunner Gelb“) gehalten.
Aufgrund schwerer Baumängel und Schäden wird die Basilika mit den anschließenden Klostergebäuden seit 2020 einer mehrjährigen, grundlegenden Sanierung unterzogen, um große Bereiche des Komplexes wieder für die Öffentlichkeit nutzbar zu machen. Im Rahmen der Außenrenovierung zeigte sich 2020 bei Putzuntersuchungen, dass auf den barocken Oberflächen neben dem historischen Kalkweiß auch ein rötlicher Ockerton verwendet worden war. Bei der Neufärbelung ab 2021 wurde diese Farbgebung, die dem Original sehr nahe kommt, wieder aufgenommen.

### Ausstattung

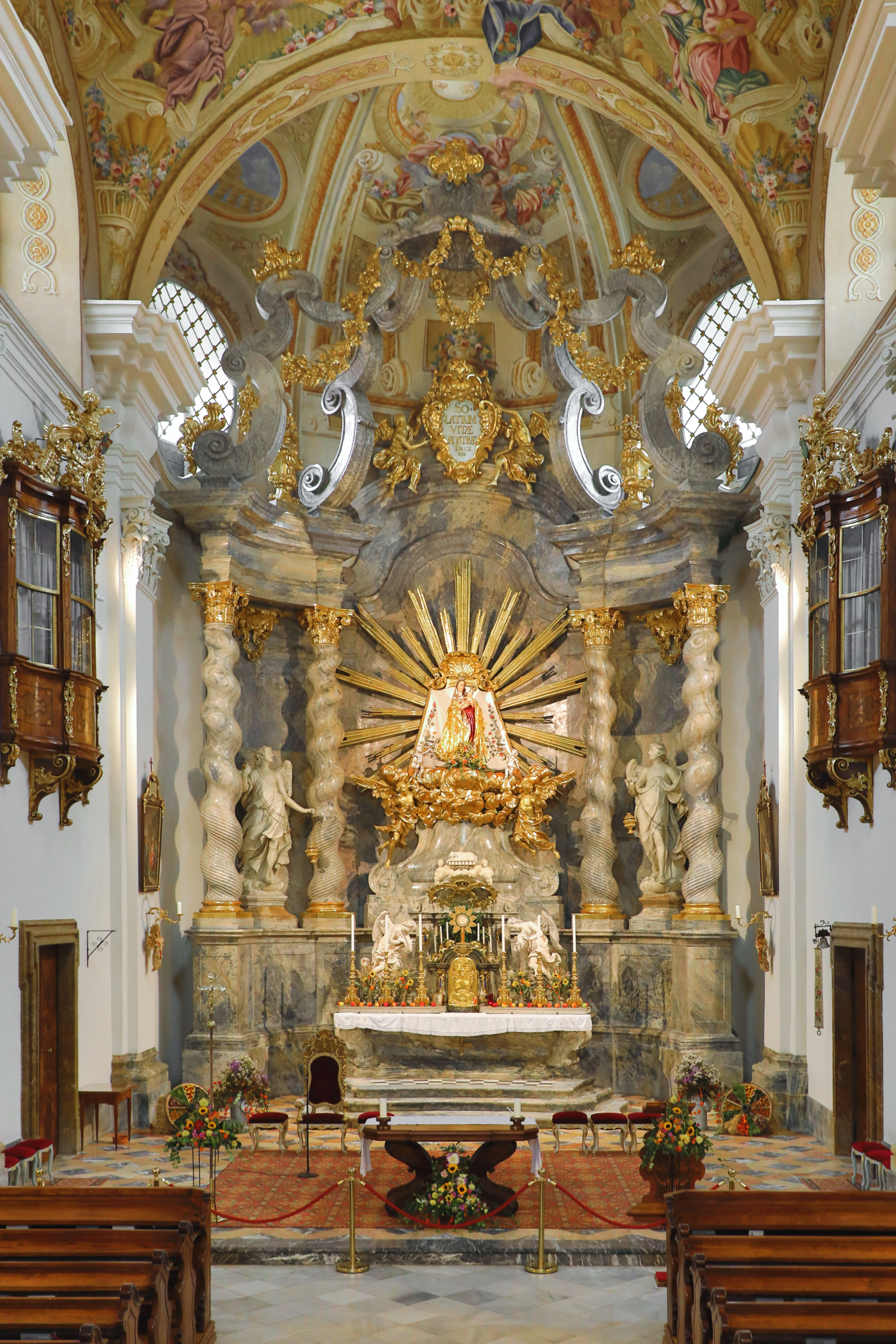
Hochaltar mit der spätgotische Marienstatue im Zentrum

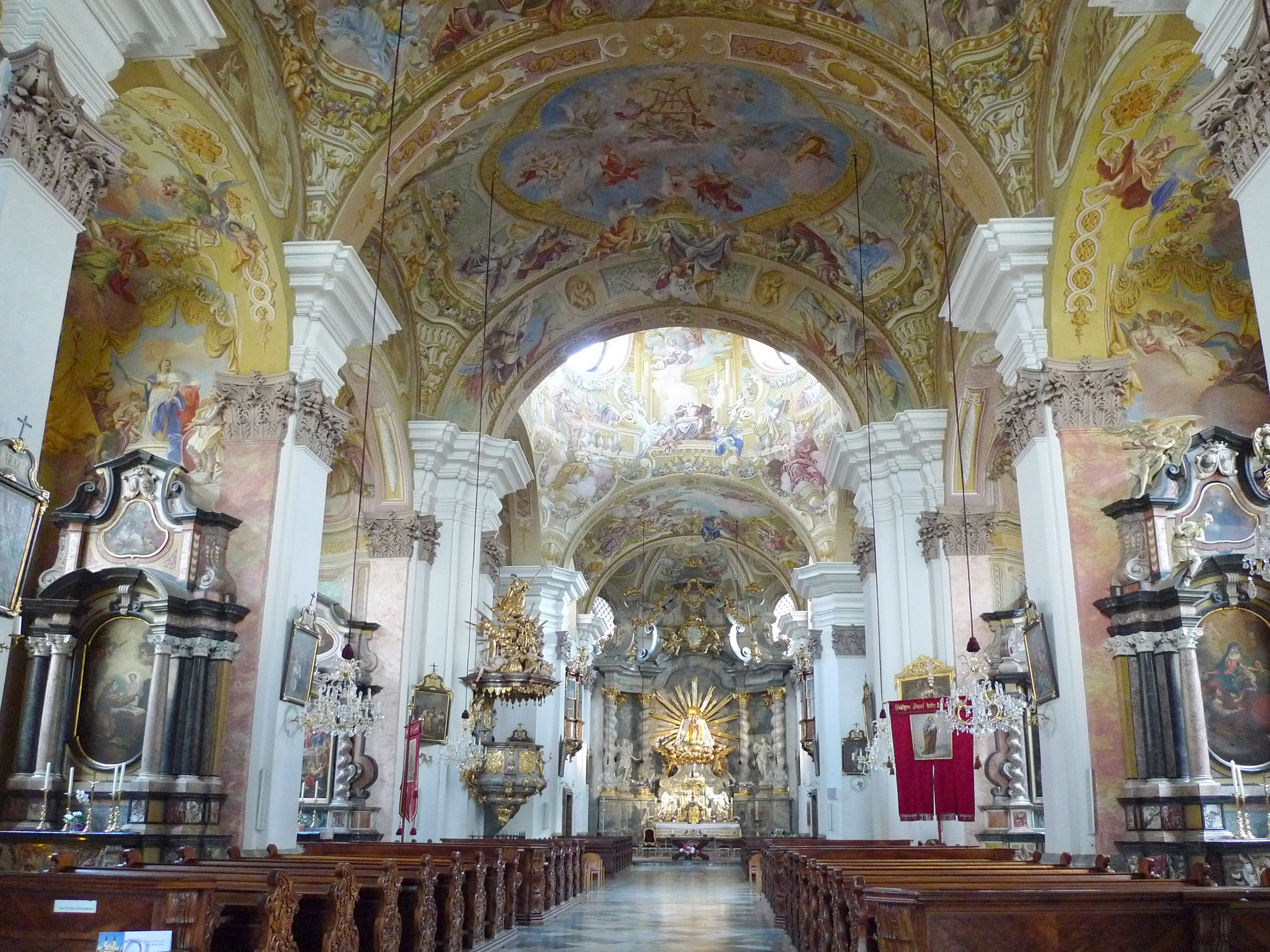
Innenraum

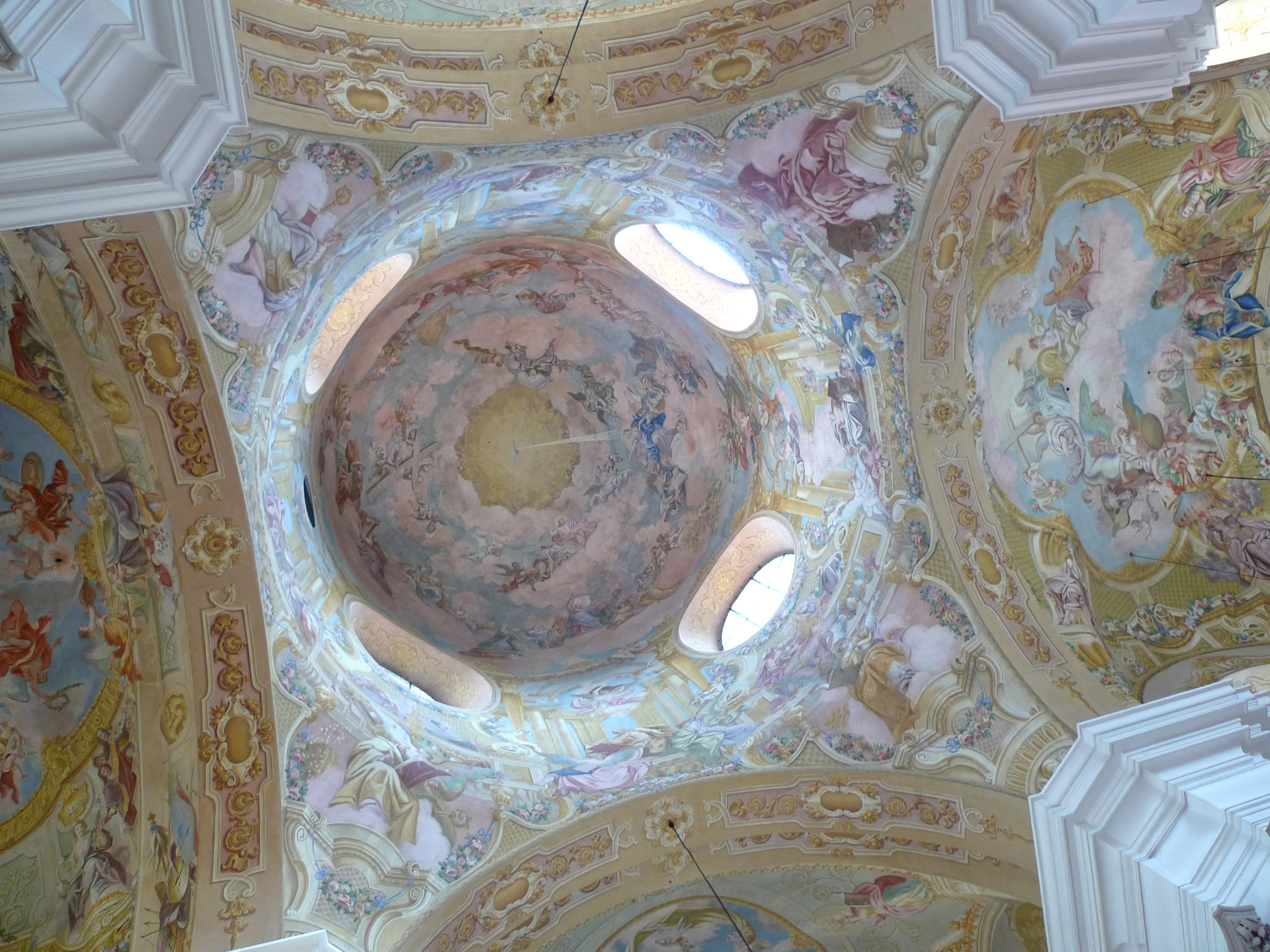
Kuppelfresken

Im Mittelpunkt des Hochaltars steht eine spätgotische Marienstatue von 1465, welche aus dem Stift Rein stammt. 1695 wurde sie durch eine barocke Ummantelung von Bernhard Echter zur Gnadenmutter umgestaltet. Über ihr befindet sich eine Inschrift, die von Engeln getragen wird: Solatium vitae nostrae (Trost unseres Lebens). Die Deckengewölbe, die Kuppel und die Seitenwände des Kircheninnenraumes sind mit Fresken von Lukas von Schram und Johann Baptist Scheidt von 1733 bis 1754 ausgestattet. In einer Darstellung wird an den entscheidenden Sieg Österreichs über die Türken erinnert. Der Kaiser blickt mit seinen Feldherren dankend gen Himmel. Engel halten den Namen Mariä in ihren Händen.
Im Kuppelfresko wird die Gottesmutter Maria als Himmelskönigin verehrt und vom Licht der Heiligen-Geist-Taube umstrahlt. Am Kuppelfuß finden sich Abbildungen der vier Evangelisten, an den Gewölbeauflagern die vier abendländischen Kirchenväter: Gregor der Große, Hieronymus, Ambrosius und Augustinus. In den Seitenkapellen der Basilika werden die Geschichten des Wallfahrtsortes mit Maria als Helferin und Trösterin gezeigt.
Veit Königer hat die Kanzel 1779 geschaffen. Am Schalldeckel befindet sich eine allegorische Darstellung des Glaubens (Kreuz); am Kanzelkorb Darstellungen der Hoffnung (Anker) und der Liebe (Herz). Die drei Reliefs des Korbes zeigen Szenen aus dem Leben Marias (Verlöbnis Mariae mit Joseph, Begegnung Mariae mit Elisabeth, Himmelfahrt Mariae). Die Reliefs am Aufgang stellen Wunder dar, das an der Rückwand die Verkündigung an Maria. Eine ähnliche Kanzel befindet sich in der Pfarrkirche Nestelbach bei Graz, ebenfalls von Königer.

### Orgel

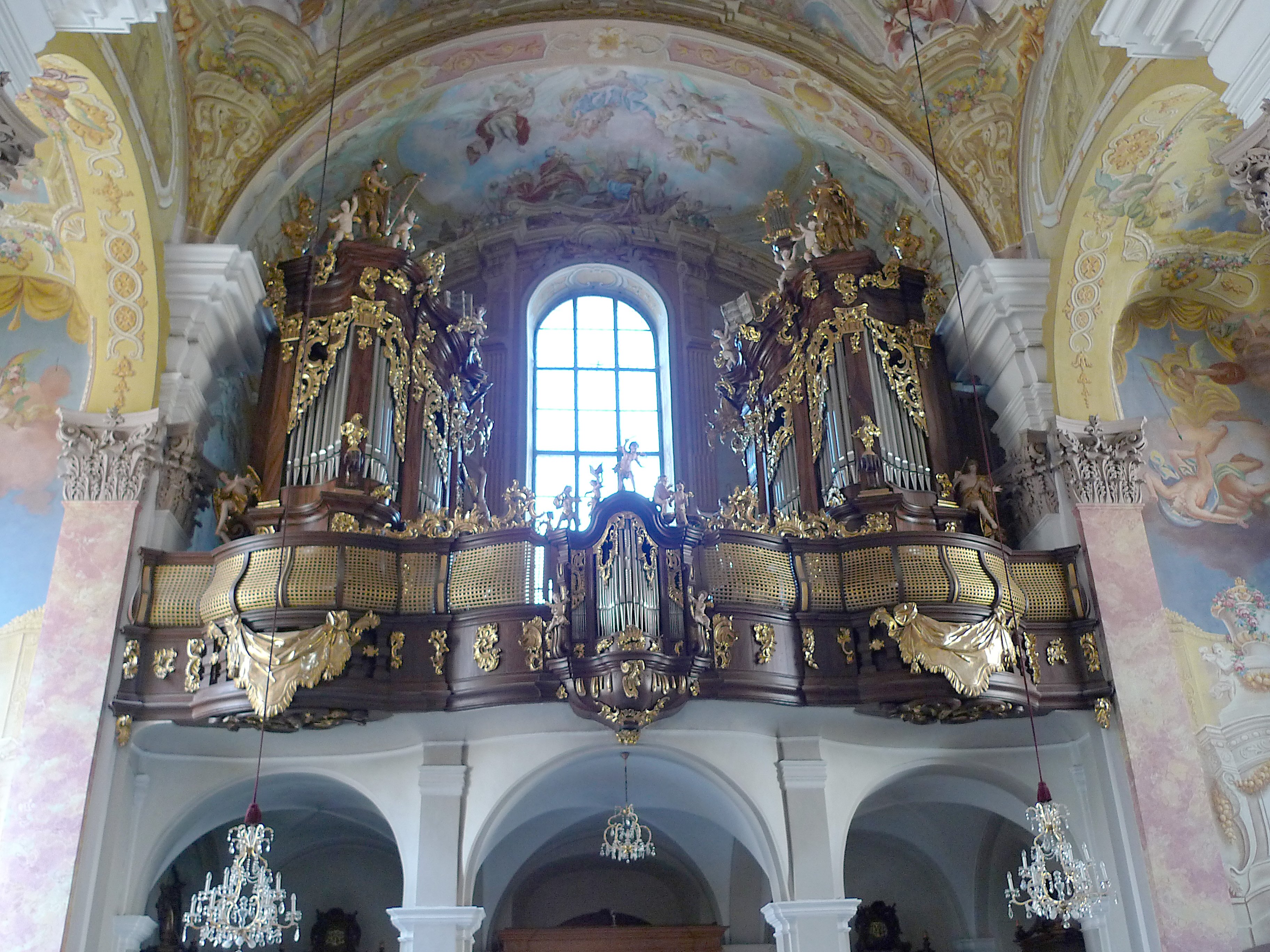
Orgelprospekt mit Rückpositiv

Die Basilika Mariatrost verfügt über zwei Orgeln. Eine große Orgel auf der Empore über dem Haupteingang sowie ein kleineres Fernwerk im Dachboden.
Das Orgelgehäuse der großen Orgel wird von den Figuren des Königs David und der heiligen Cäcilia geziert. Das Orgelwerk selber stammt aus dem Jahre 1993, hat 43 Register auf drei Manualwerken und Pedal und wurde von Pflüger Orgelbau geschaffen.  Das Fernwerk ist ein Überrest der Vorgängerorgel aus den 1920er-Jahren und befindet sich in der Kuppel. Es war seit 1941 nicht mehr intakt und wurde im Zuge von Renovierungen 2021 durch den Orgelbauer Drago Lukman wieder hergestellt.
Das Fernwerk kann vom dritten Manual am Spieltisch der Hauptorgel aus angesteuert werden. Zusammen besitzt die Orgel nun 51 Register, verteilt auf vier Manualwerke und Pedal, und ist somit eine der größten Orgeln in der Steiermark.
| I. Hauptwerk C–g3 |       |
| Bourdon           | 16′   |
| Principal         | 8′    |
| Spitzflöte        | 8′    |
| Gamba             | 8′    |
| Bifara            | 8′    |
| Octav             | 4′    |
| Blockflöte        | 4′    |
| Quinte            | 2 ⁄3′ |
| Octav             | 2′    |
| Mixtur V          |       |
| Scharff IV        |       |
| Cornett V         | 8′    |
| Trompete          | 8′    |

| II. Schwellwerk C–g3 |        |
| Holzprincipal        | 8′     |
| Koppelflöte          | 8′     |
| Unda Maris           | 8′     |
| Principal            | 4′     |
| Hohlflöte            | 4′     |
| Nasard               | 2 ⁄3′  |
| Waldflöte            | 2′     |
| Terz                 | 1 3⁄5′ |
| Larigot              | 1 ⁄3′  |
| Plein jeu IV         |        |
| Fagott               | 16′    |
| Trompette harmonique | 8′     |
| Oboe                 | 8′     |
| Tremolo              |        |

| III. Rückpositiv C–g3 |    |
| Holzgedackt           | 8′ |
| Quintade              | 8′ |
| Prästant              | 4′ |
| Rohrflöte             | 4′ |
| Sesquialter II        |    |
| Octav                 | 2′ |
| Sifflöte              | 1′ |
| Cymbel III            |    |
| Krummhorn             | 8′ |
| Tremolo               |    |

| III. Fernwerk C–g3   |    |
| Hornprincipal        | 8′ |
| Echobordun           | 8′ |
| Echogambe            | 8′ |
| Vox angelica         | 8′ |
| Konzertflöte         | 4′ |
| Solocornett IV       |    |
| Vox humana           | 8′ |
| Glockenspiel (c0-g2) |    |
| Zimbelstern          |    |
| Tremolo              |    |

| Pedalwerk C–f1 |     |
| Principalbass  | 16′ |
| Subbass        | 16′ |
| Octavbass      | 8′  |
| Gedacktbass    | 8′  |
| Piffaro II     | 4′  |
| Hintersatz IV  |     |
| Posaune        | 16′ |
| Trompete       | 8′  |

- Koppeln: II/I, III/I, III/II, I/P, II/P, III/P; Fernwerk: Octavkoppel